# Siguldas pagasts
Siguldas pagasts er en territorial enhed i Siguldas novads i Letland. Pagasten havde 3.984 indbyggere i 2010 og omfatter et areal på 96,30 kvadratkilometer. Hovedbyen i pagasten er Peltes.